# スティーヴン・ワーム
スティーヴン・アドルフ・ワーム（Stephen Adolphe Wurm, ハンガリー語: Wurm István Adolf [ˈvurm ˈiʃtvaːn ˈɒdolf]、1922年8月1日 ブダペシュト - 2001年10月24日）はハンガリー出身の言語学者。
父親はドイツ語を話したが、イシュトヴァーンが生まれる前に死んだ。母親はハンガリー人だった。1957年にオーストラリア国籍を取得した。研究の中心はニューギニアの言語であったが、オーストラリアの先住民の言語も研究した。1968年から1987年まで、オーストラリア国立大学で言語学の教授を務めた。

## 著作、編著
- "Languages of Austria and Tasmania" (Mouton, Den Haag, 1972年)
- 1963年、"Pacific Languages" シリーズの刊行を開始した：
  - "New Guinea area languages and language study（3巻）" ~ "Pacific Linguistics, 1975-1977"
- "Atlas of the World's Languages in Danger of Disappearing"（「絶滅危機言語地図」） (1996)

(本)
- "The Duungidjawu language of southeast Queensland: Grammar, texts and vocabulary" (Pacific Linguistics)

(本)